# Nakamura Teruo
Nakamura Teruo (jap. 中村 輝夫; * 8. Oktober 1919 auf Taiwan; † 15. Juni 1979 ebenda) war ein Soldat der Kaiserlich Japanischen Armee, der nach dem Kriegsende als Holdout in Indonesien blieb und sich erst 1974 ergab.
Sein Name in seiner Muttersprache war Attun Palalin; die nationalchinesische Presse nannte ihn Lee Guang-Hui (李 光輝), ein Name, dessen chinesische Aussprache er erst nach seiner Rückkehr 1975 erfuhr.

## Militärdienst
Nakamura war ein Ureinwohner, vermutlich ein Amis oder Puyuma, aus dem japanisch besetzten Taiwan, der im November 1943 in eine taiwanische Einheit der kaiserlich japanischen Armee zwangsrekrutiert wurde. Er war auf der indonesischen Insel Morotai stationiert, bis die Insel im September 1944 von den Alliierten eingenommen wurde. Nakamura wurde im März 1945 für tot erklärt.
Nach der Einnahme der Insel lebte Nakamura zurückgezogen bis in die 1950er-Jahre mit anderen auf Morotai verbliebenen japanischen Soldaten zusammen, wobei er sich phasenweise für längere Zeit in den Dschungel zurückzog. 1956 setzte er sich von den übrigen japanischen Soldaten ab und baute ein kleines Lager, das aus einer Hütte und einem 20 m × 30 m großen umzäunten Feld bestand. Als er nach seiner Rückkehr gefragt wurde, warum er sich von seinen Kameraden getrennt habe, gab er an, einige hätten ihm nach dem Leben getrachtet, was von drei anderen Kameraden aus der Gruppe, die bereits in den 1950er-Jahren entdeckt worden waren, jedoch bestritten wurde.

## Entdeckung
Nakamuras Hütte wurde Mitte 1974 durch Zufall von einem indonesischen Piloten gefunden. Im November 1974 forderte die japanische Botschaft in Jakarta die Unterstützung der indonesischen Regierung für eine Suchaktion an, die von der indonesischen Luftwaffe durchgeführt wurde und am 18. Dezember 1974 zu seiner Entdeckung durch indonesische Soldaten führte. Ein vierköpfiger Suchtrupp der indonesischen Armee schwenkte die japanische Militärflagge und sang die japanische Nationalhymne, woraufhin ein hagerer, nackter und völlig verstörter Nakamura vor seine Hütte trat und sich widerstandslos ergab. Er wurde nach Jakarta geflogen und in ein Krankenhaus eingeliefert, wo ihm den Umständen entsprechend ausgezeichnete Gesundheit attestiert wurde. Die japanische Öffentlichkeit erfuhr von ihm am 27. Dezember 1974. Nakamura weigerte sich, sich nach Japan ausfliegen zu lassen, und kehrte nach Taiwan zurück, wo er am 15. Juni 1979 an Lungenkrebs starb.
Mit Onoda Hirō und Yokoi Shōichi gab es noch zwei weitere japanische Soldaten, die erst Jahrzehnte nach dem Kriegsende entdeckt wurden.

## Wahrnehmung in Japan
Nakamuras Wahrnehmung in der japanischen Öffentlichkeit und die Umstände seiner Repatriierung unterschieden sich beträchtlich von der anderer japanischer Spätheimkehrer wie etwa Onoda Hirō, der wenige Monate zuvor entdeckt worden war. Ein Grund war die Frage seiner Nationalität, die in den 1970er-Jahren in der japanischen Öffentlichkeit einige Bedeutung besaß. Rechtlich war Nakamura staatenlos und wegen seines Geburtsorts auch nicht japanischer Staatsbürger; die japanische Botschaft in Jakarta bot ihm zwar die japanische Staatsangehörigkeit an, die er jedoch ablehnte. Zum Zeitpunkt seiner Festnahme sprach Nakamura weder Japanisch noch Chinesisch; es wurde sogar angezweifelt, ob er nach über 20 Jahren in der Isolation überhaupt sprechen konnte. Zudem war Onoda Offizier gewesen, während sich Nakamura als zwangsrekrutierter gemeiner Soldat aus einer japanischen Kolonie weniger dazu eignete, Vorstellungen von Ehre und unbedingtem Durchhaltewillen des japanischen Militärs zu bedienen, sondern eher Diskussionen über Japans Rolle als Kolonialmacht angeregt hätte. Ein weiterer schwieriger Punkt war die Frage nach der Auszahlung seines ausstehenden Soldes. Da Nakamura keine Offizierspension zustand, erhielt er 1974 gemäß der 1953 angepassten Besoldungsordnung lediglich den Sold eines gemeinen Soldaten von 1945 bis 1953 ausgezahlt, der sich zuzüglich einer Repatriierungsprämie auf nur 68.000 Yen belief (damals 227,59 US-Dollar). Dies löste öffentliche Empörung über die japanische Regierung aus, die sich daraufhin beeilte, ihm eine zusätzliche Entschädigung über mehrere Millionen Yen auszuzahlen, was zu einer öffentlichen Diskussion über die Ungleichbehandlung taiwanischer und japanischer ehemaliger Soldaten einerseits und in den 1950ern und 1970ern repatriierter Spätheimkehrer andererseits führte.